# لوفري كالينيتش
لوفري كالينيتش (بالكرواتية: Lovre Kalinić)‏ (مواليد 3 أبريل 1990) هو لاعب كرة قدم. يلعب مع منتخب كرواتيا لكرة القدم. سبق له أن لعب في بطولة أمم أوروبا لكرة القدم 2016 مع منتخب بلاده. يلعب حاليا بنادي تولوز الفرنسي.

## روابط خارجية
- لوفري كالينيتش على موقع الاتحاد الدولي (مؤرشف)  (الإنجليزية)
- لوفري كالينيتش على موقع الاتحاد الأوربي (الإنجليزية)
- لوفري كالينيتش على موقع اتحاد كرواتيا (الكرواتية)
- لوفري كالينيتش على موقع قاعدة بيانات كرة القدم.إي يو (الإنجليزية)
- لوفري كالينيتش على موقع ناشيونال فوتبول تيمز (الإنجليزية)
- لوفري كالينيتش على موقع Soccerbase.com (لاعب) (الإنجليزية)
- لوفري كالينيتش على موقع Soccerway.com (الإنجليزية)
- لوفري كالينيتش على موقع عالم كرة القدم.نت (الإنجليزية)
- لوفري كالينيتش على موقع AS.com (الإسبانية)